# Natalie Rooney
Natalie Rooney (n. 1 iunie 1988, Timaru⁠(d), Canterbury Region⁠(d), Noua Zeelandă) este o trăgătoare de tir ce a reprezentat Noua Zeelandă, medaliată olimpică. A participat la 2 ediții ale Jocurilor Olimpice (2016, 2020) în care a câștigat o medalie de argint.